# Psammotettix unciger
Psammotettix unciger är en insektsart som beskrevs av Ribaut 1938. Psammotettix unciger ingår i släktet Psammotettix och familjen dvärgstritar. Inga underarter finns listade i Catalogue of Life.